# Дудін Роман Володимирович
Роман Володимирович Дудін (нар. 13 березня 1983, Дніпропетровськ, УРСР) — підполковник СБУ, колишній начальник управління СБУ в Харківській області (2020—2022), а зараз підозрюваний у державній зраді.

## Життєпис
Роман Дудін народився 13 березня 1983 року в Дніпропетровську (нині Дніпро).
Проходив службу в армії, далі почав працювати в управлінні СБУ в Дніпропетровській області. 2013 року перевівся до Києва. 25 березня 2020 очолив Управління СБУ в Харківській області.
30 травня 2022 року президент Зеленський звільнив Дудіна з посади, у вересні того ж року його було заарештовано. У зверненні гарант заявив, що той «не працював на захист міста з перших днів повномасштабної війни, а думав лише про себе особисто». В інтерв'ю «Радіо Свобода» Дудін назвав своє звільнення «виключно політичним рішенням».
11 вересня 2022 року ДБР та СБУ затримали Дудіна й висунула йому підозру в державній зраді.
В березні 2023 року слідчі ДБР встановили, що Дудін перед повномасштабним вторгненням знав про високу ймовірність його початку, але замість організації протидії агресору, фактично «зайнявся саботажем». Зокрема, Дудін намагався допомогти усунути голову Харківської ОВА від роботи та намагався захопити владу в регіоні. Серед іншого, він створив умови для здачі росіянам зброї, набоїв та засобів захисту, що перебували на зберіганні в адміністрації УСБУ в Харківській області. Крім того, в умовах воєнного стану, самовільно залишив місце служби без поважних причин.
У березні 2023 Дудіну було вручено підозру у вчиненні кримінальних правопорушень (державна зрада, самовільне залишення військової частини або місця служби, непокора) ККУ, йому загрожувало довічне ув'язнення.
18 липня 2023 року на сайті УП вийшло розслідування щодо справи Дудіна.

## Сім'я
Дружина — Вікторія Дудіна, син Антип та дочка Василиса

## Декларація
За 2021 рік на посаді начальника управління СБУ в Харківській області Роман Дудін заробив 685 тис. грн, ще 49 тис. отримав як матеріальну допомогу за місцем служби. У декларації не вказано житло, натомість є земельна ділянка в Княжичах під Києвом.
Дружина Дудіна 2020 року отримала 1,4 млн грн у подарунок, також продала автомобіль Volvo XC60 2012 року за 700 тис. грн, замість якого купила BMW X5 2017 р.в. за 980 тис. грн.